# Bạo loạn Kyrgyzstan 2020
Biểu tình ở Kyrgyzstan năm 2020 (hay Cách mạng Kyrgyzstan) bắt đầu vào ngày 5 tháng 10 năm 2020 để phản ứng lại kết quả cuộc bầu cử quốc hội năm 2020 đã bị những người biểu tình cho là không công bằng, với cáo buộc gian lận bầu cử. Dẫn đến kết quả của cuộc bầu cử đã bị hủy bỏ vào ngày 6 tháng 10 năm 2020. Vào ngày 12 tháng 10 năm 2020, Tổng thống Jeenbekov ban bố tình trạng khẩn cấp ở thủ đô Bishkek, được Nghị viện phê chuẩn. Ngày 15 tháng 10 năm 2020, Jeenbekov từ chức.

## Bối cảnh
Kyrgyzstan đã phải đối mặt với hai cuộc cách mạng trong những năm đầu thế kỷ 21, bao gồm Cách mạng hoa Tulip năm 2005 và Cách mạng Kyrgyzstan năm 2010. Vào tháng 8 năm 2020, Tổng thống Kyrgyzstan Sooronbay Jeenbekov cho biết các cuộc bầu cử quốc hội sẽ không bị hoãn lại bất chấp đại dịch coronavirus. Trong cuộc bầu cử, một số đảng bị cáo buộc mua phiếu bầu. Một số nhà báo cũng báo cáo rằng họ đã bị quấy rối hoặc bị tấn công. Trong số các đảng hoạt động ở Quốc hội, chỉ có United Kyrgyzstan nhất quán phản đối chính phủ đương nhiệm do Jeenbekov lãnh đạo.
Các nhà phân tích chính trị đã gắn các cuộc biểu tình năm 2020 với sự phân chia kinh tế xã hội giữa miền nam nông nghiệp và miền bắc phát triển hơn của Kyrgyzstan. Trong kết quả bầu cử ban đầu, 100 trong số 120 ghế đã được lấp đầy bởi những người miền nam ủng hộ Jeenbekov. Trong nhiệm kỳ tổng thống của Jeenbekov, Kyrgyzstan đã gia nhập Liên minh Kinh tế Á-Âu do Nga lãnh đạo và đóng cửa Trung tâm Vận tải Mỹ tại Manas, nơi được sử dụng cho Chiến tranh ở Afghanistan.

## Mốc thời gian

### 5 tháng 10
Các cuộc biểu tình bắt đầu vào thứ Hai, ngày 5 tháng 10 năm 2020, ban đầu một đám đông 1.000 người tụ tập đã tăng lên ít nhất 5.000 người cho đến buổi tối ở Bishkek (thủ đô của Kyrgyzstan) họ biểu tình để phản đối kết quả và cáo buộc mua phiếu bầu cuộc bầu cử quốc hội năm 2020. Khi màn đêm buông xuống, cảnh sát tiến hành dọn dẹp Quảng trường Ala-Too họ tấn công những người biểu tình bằng hơi cay và vòi rồng, những người biểu tình bị cáo buộc là đã tấn công các sĩ quan cảnh sát bằng đá và khiến hai cảnh sát bị thương.

### 6 tháng 10
Vào sáng sớm thứ Ba ngày 6 tháng 10 năm 2020, những người biểu tình đã giành lại quyền kiểm soát Quảng trường Ala-Too ở trung tâm Bishkek. Họ cũng đã chiếm được các tòa Nhà Trắng (Văn phòng Hội đồng Tối cao gần đó), ném mọi giấy tờ qua cửa sổ và đốt chúng, họ cũng xông vào văn phòng của Tổng thống. Một người biểu tình đã chết và 590 người khác bị thương. Ngoài ra, họ giải thoát cựu Tổng thống Almazbek Atambayev đang ngồi tù.
Vào ngày 6 tháng 10, sau cuộc biểu tình, các cơ quan bầu cử trong nước đã hủy bỏ kết quả của cuộc bầu cử quốc hội. Thành viên Ủy ban Bầu cử Trung ương là Gulnara Jurabaeva cũng tiết lộ ủy ban đang xem xét việc tự giải tán.
Trong khi đó, các nhóm đối lập tuyên bố nắm quyền sau khi chiếm các tòa nhà chính phủ ở thủ đô, một số thống đốc tỉnh được cho là đã từ chức. Tổng thống Sooronbay Jeenbekov cho biết ông đã phải đối mặt với một cuộc đảo chính, sau đó ông nói với BBC rằng ông "sẵn sàng trao trách nhiệm cho các nhà lãnh đạo mạnh mẽ".
Theo trích dẫn từ người phát ngôn mới là Phó chủ tịch Quốc hội Myktybek Abdyldayev, có thể do áp lực từ cuộc biểu tình mà Thủ tướng Kubatbek Boronov đã phải từ chức.

### 7 tháng 10
Theo Bộ Y tế, 768 người bị thương trong các cuộc biểu tình đã được các bệnh viện và phòng khám điều trị tính đến sáng thứ Tư. Theo Reuters, ít nhất ba nhóm riêng biệt hiện đã cố gắng tuyên bố quyền lãnh đạo.
Trong khi đó, theo một nghị sĩ thuộc đảng đối lập Ata-Meken, Kanybek Imanaliev thì các nghị sĩ Kyrgyzstan đã tiến hành các thủ tục luận tội Tổng thống Sooronbay Jeenbekov.

### 9 tháng 10
Jeenbekov đã ban bố tình trạng khẩn cấp, ra lệnh cho lực lượng vũ trang triển khai đến Bishkek. Tuyên bố áp đặt lệnh giới nghiêm 12 giờ cho đến ngày 21 tháng 10. Đã có nổ súng trong các cuộc đụng độ bạo lực ở Bishkek sau tuyên bố của Jeenbekov. Jeenbekov chính thức chấp nhận đơn từ chức của Boronov. Đồng thời Jeenbekov cũng chấp nhận một đơn từ chức khác của Rayimberdi Duishenbiev, tổng tham mưu trưởng Lực lượng vũ trang Kyrgyzstan và đưa Taalaibek Omuraliev trở lại làm Tham mưu trưởng sau 9 năm vắng mặt.

### 10 tháng 10
Lực lượng đặc biệt Kyrgyzstan đã bắt giữ cựu Tổng thống Almazbek Atambayev trong một cuộc đột kích vào khu nhà của ông.
Cựu thành viên Quốc hội Sadyr Japarov, người đã được giải thoát khỏi nhà tù vào ngày 5 tháng 10 bởi những người biểu tình, đã được Quốc hội bầu làm Thủ tướng lâm thời.

### 12 tháng 10
Tình trạng khẩn cấp thứ hai tại Bishkek đã được Tổng thống Jeenbekov ban bố từ ngày 12 tháng 10 đến ngày 19 tháng 10. Các đảng đối lập công bố ý định lật đổ Jeenbekov; Jeenbekov tuyên bố rằng ông sẽ xem xét từ chức, nhưng chỉ sau khi cuộc khủng hoảng chính trị được giải quyết. Lệnh giới nghiêm được đưa ra, có hiệu lực từ 10 giờ tối đến 5 giờ sáng. Các đoàn quân của quân đội Kyrgyzstan đã được cử vào thủ đô để kiểm soát tình hình.

### 13 tháng 10
Kanat Isaev được bầu làm Chủ tịch mới của Hội đồng Tối cao, vì không có ứng cử viên nào khác tìm kiếm vị trí này. Quốc hội tán thành tuyên bố thứ hai của Jeenbekov về tình trạng khẩn cấp, sau khi bác bỏ lần đầu. Tổng thống Jeenbekov chính thức bác bỏ việc đề cử Sadyr Japarov vào chức vụ Thủ tướng.

### 15 tháng 10
Sooronbay Jeenbekov từ chức Tổng thống Kyrgyzstan nhằm chấm dứt tình trạng bất ổn chính trị, đồng thời ông tuyên bố: "Kêu gọi Japarov và các chính trị gia khác rút những người ủng hộ họ ra khỏi thủ đô và trả lại cho người dân Bishkek cuộc sống yên bình".

## Phản ứng

### Trung Quốc
Ngày 7 tháng 10, người phát ngôn Bộ Ngoại giao Trung Quốc Hoa Xuân Oánh cho biết: "Là một nước láng giềng hữu nghị và đối tác chiến lược toàn diện, Trung Quốc hy vọng rằng tất cả các bên ở Kyrgyzstan có thể giải quyết vấn đề theo luật pháp thông qua đối thoại và tham vấn và thúc đẩy sự ổn định ở Kyrgyzstan sớm nhất có thể."

### Nga
Vào ngày 7 tháng 10, Tổng thống Nga Vladimir Putin cho biết họ lo ngại về tình hình bất ổn chính trị đang diễn ra ở quốc gia Kyrgyzstan láng giềng và hy vọng sự ổn định trở lại nhanh chóng. Nga cũng đảm bảo rằng họ liên lạc với tất cả các bên trong cuộc xung đột và hy vọng rằng tiến trình dân chủ sẽ được khôi phục. Ngày 8 tháng 10, người phát ngôn Điện Kremlin là Dmitry Peskov cho biết "Tình hình trông giống như một mớ lộn xộn và hỗn loạn" và Nga có nghĩa vụ thực thi một hiệp ước an ninh để ngăn chặn sự đổ vỡ hoàn toàn ở nước này.

### Liên minh châu Âu
Liên minh châu Âu kêu gọi tất cả các lực lượng chính trị trong nước hoạt động trong khuôn khổ hiến pháp và giải quyết những bất đồng một cách hòa bình.

### Hoa Kỳ
Đại sứ quán Hoa Kỳ tại Bishkek bày tỏ sự ủng hộ của họ đối với Sooronbay Jeenbekov, tuyên bố vào ngày 13 tháng 10 rằng "Hoa Kỳ ủng hộ các nỗ lực của Tổng thống Jeenbekov, các nhà lãnh đạo chính trị, xã hội dân sự và các học giả pháp lý đưa đời sống chính trị của đất nước trở lại trật tự. Đó là việc dọn dẹp một trong những trở ngại đối với tiến bộ dân chủ, trở ngại đó là nỗ lực của các nhóm tội phạm có tổ chức khi họ đang gây ảnh hưởng lên chính trị và bầu cử."